# ミーセーノス
ミーセーノス（古希: Μισηνός, Mīsēnos, 羅: Misenus）は、ギリシア神話およびローマ神話の人物である。ラテン語でミセーヌス、長母音を省略してミセノス、ミセヌスとも表記される。アイオロスの子。トロイア戦争ではヘクトールの戦友であり、ラッパ手としてヘクトールにつき従った。ヘクトールがアキレウスに討たれた後はアイネイアースの軍に加わった。トロイア陥落後もアイネイアースとともにイタリアへ航海した。ところがミーセーノスは航海の途中、水域の神々と音楽の腕を競うべく法螺貝の音を水面に響かせながら呼びかけた。すると怒ったトリートーンが海中から飛び出し、ミーセーノスを海底に引きずり込んで溺死させた。アイネイアースがクマエーに上陸すると、女預言者のシビュラに冥府へ降りる方法を尋ねた。これに対してシビュラは冥府へ降りる方法を授けたが、その前にするべきこととして、ミーセーノスの死が穢れを及ぼしているとして埋葬するよう命じた。そこでアイネイアースは浜に打ち上げられたミーセーノスの遺体を発見し、森に入ってトネリコや樫、ナナカマドなどの木材を切り出して祭壇を組み、火葬した。ミーセーノスが埋葬された場所は彼の名にちなんでミセーヌム岬と呼ばれた。一説によるとオデュッセウスの部下。